# 近畿地方にある建造物の重要文化財一覧
近畿地方にある建造物の重要文化財一覧（きんきちほうにあるけんぞうぶつのじゅうようぶんかざいいちらん）は、重要文化財の建造物のうち、近畿地方にあるものの一覧である。
文化財保護法では重要文化財は大きく「建造物」と「美術工芸品」の2つの部に分かれているが、本記事では建造物のみを扱う。なお重要文化財のうち特に価値の高いものは国宝に指定されている。文化財保護法の規定では、国宝は重要文化財指定物件のうちから指定することとされている（同法第27条第2項）。

## 三重県

### 桑名・員弁
- 旧諸戸家住宅（三重県桑名市） 2棟〔桑名市〕 - 六華苑
  - 洋館
  - 和館
- 諸戸家住宅 6棟〔桑名市〕 - 明細は諸戸氏庭園参照

### 四日市・三重
- 末広橋梁（旧四日市港駅鉄道橋）〔四日市市〕
- 四日市旧港港湾施設 2所1基〔四日市市〕
  - 防波堤
  - 西防波堤
  - 顕彰碑

### 鈴鹿・亀山
- 地蔵院 (亀山市) 3棟〔亀山市〕 
  - 本堂
  - 愛染堂
  - 鐘楼

### 津
- 国津神社十三重塔〔津市〕
- 専修寺御影堂（せんじゅじみえいどう）〔津市〕 - 国宝
- 専修寺如来堂〔津市〕 - 国宝
- 専修寺 11棟 - 明細は専修寺参照

### 松阪・多気
- 旧松坂御城番長屋（きゅうまつさかごじょうばんながや） 2棟、土地〔松阪市〕
  - 東棟
  - 西棟
- 来迎寺本堂〔松阪市〕
- 旧長谷川家住宅 8棟〔松阪市〕
  - 主屋
  - 大正座敷
  - 大蔵
  - 新蔵
  - 米蔵
  - 西蔵
  - 表蔵
  - 離れ

### 伊勢・志摩
- 旧賓日館 3棟〔伊勢市〕
  - 本館
  - 大広間棟
  - 土蔵
- 金剛證寺本堂〔伊勢市〕
- 神宮祭主職舎本館（旧慶光院客殿）〔伊勢市〕 - 神宮（伊勢神宮）所有
- 庫蔵寺鎮守堂〔鳥羽市〕
- 庫蔵寺本堂〔鳥羽市〕
- 菅島灯台〔鳥羽市〕

### 伊賀
- 猪田神社本殿〔伊賀市〕
- 射手神社十三重塔（南方塔）〔伊賀市〕
- 大村神社宝殿〔伊賀市〕
- 観菩提寺本堂〔伊賀市〕
- 観菩提寺楼門〔伊賀市〕
- 高倉神社 3棟〔伊賀市〕
  - 本殿
  - 境内社八幡社本殿
  - 境内社春日社本殿
- 俳聖殿〔伊賀市〕
- 町井家住宅（三重県上野市枡川） 2棟〔伊賀市〕
  - 主屋
  - 書院

## 滋賀県
滋賀県にある建造物の重要文化財一覧を参照。

## 京都府
京都府にある建造物の重要文化財一覧を参照。

## 大阪府

### 摂津

#### 大阪市
- 奥田家住宅（大阪府大阪市平野区加美鞍作町） 7棟〔大阪市平野区〕 - 明細は奥田家住宅参照
- 杭全神社本殿（第一殿）（くまたじんじゃほんでん）〔大阪市平野区〕
- 杭全神社本殿（第二殿）
- 杭全神社本殿（第三殿）
- 住吉大社 13棟〔大阪市住吉区〕 - 明細は住吉大社参照
- 住吉大社摂社大海神社本殿
- 住吉大社本殿 4棟 - 国宝
- 四天王寺 6棟〔大阪市天王寺区〕 - 明細は四天王寺参照
- 四天王寺鳥居
- 勝鬘院多宝塔〔大阪市天王寺区〕
- 旧松坂屋大阪店（高島屋東別館）〔大阪市浪速区〕
- 愛珠幼稚園園舎（あいしゅようちえんえんしゃ）〔大阪市中央区〕
- 大阪城 13棟〔大阪市中央区〕 - 明細は大坂城参照
- 旧緒方洪庵住宅（大阪府大阪市東区北浜）〔大阪市中央区〕 - 適塾参照
- 旧小西家住宅 3棟、土地〔大阪市中央区〕
  - 主屋
  - 衣装蔵
  - 二階蔵
- 綿業会館〔大阪市中央区〕
- 大江橋及び淀屋橋 2基〔大阪市北区・中央区〕
- 大阪市中央公会堂〔大阪市北区〕
- 大阪府立図書館〔大阪市北区〕
- 旧造幣寮鋳造所正面玄関〔大阪市北区〕
- 泉布観（せんぷかん）〔大阪市北区〕
- 淀川旧分流施設 2所〔大阪市北区〕 - 毛馬水門参照
  - 毛馬洗堰
  - 毛馬第一閘門

#### 摂津その他
- 久安寺楼門〔池田市〕
- 五社神社十三重塔〔池田市〕
- 八坂神社本殿〔池田市〕
- 旧泉家住宅（旧所在 大阪府豊能郡能勢町）〔豊中市〕 - 日本民家集落博物館内
- 旧椎葉家住宅（旧所在 宮崎県東臼杵郡椎葉村） 2棟〔豊中市〕 - 同上
  - 主屋
  - 馬屋
- 旧山田家住宅（旧所在 長野県下水内郡栄村）〔豊中市〕 - 同上
- 金禅寺三重宝篋印塔〔豊中市〕
- 原田神社本殿〔豊中市〕
- 旧西尾家住宅 7棟、土地〔吹田市〕
  - 主屋
  - 積翠庵
  - 離れ西棟
  - 離れ東棟
  - 戌亥土蔵
  - 戌亥角土蔵
  - 米蔵
- 普門寺方丈〔高槻市〕
- 水無瀬神宮客殿〔三島郡島本町〕
- 水無瀬神宮茶室

### 河内

#### 河内長野市
- 岩湧寺多宝塔（いわわきじたほうとう）〔河内長野市〕
- 烏帽子形八幡神社本殿（えぼしがたはちまんじんじゃほんでん）〔河内長野市〕
- 観心寺訶梨帝母天堂（かんしんじかりていぼてんどう）〔河内長野市〕
- 観心寺恩賜講堂（かんしんじおんしこうどう）〔河内長野市〕
- 観心寺金堂 - 国宝
- 観心寺書院
- 観心寺建掛塔（かんしんじたてかけのとう）
- 金剛寺金堂〔河内長野市〕
- 金剛寺鐘楼
- 金剛寺食堂（こんごうじじきどう）
- 金剛寺多宝塔
- 金剛寺御影堂
- 金剛寺楼門
- 金剛寺 22棟 -明細は金剛寺参照
- 左近家住宅（大阪府河内長野市滝畑）〔河内長野市〕
- 長野神社本殿〔河内長野市〕
- 摩尼院 4棟〔河内長野市〕 - 金剛寺子院
  - 書院
  - 表門
  - 築地塀 2所
- 山本家住宅（大阪府河内長野市小深）〔河内長野市〕

#### 河内その他
- 厳島神社末社春日神社本殿〔枚方市〕
- 片埜神社本殿（かたのじんじゃほんでん）〔枚方市〕
- 交野天神社本殿〔枚方市〕
- 交野天神社末社八幡神社本殿
- 北田家住宅（大阪府交野市大字私部） 4棟、土地〔交野市〕
  - 主屋
  - 表門
  - 乾蔵
  - 北蔵
- 山添家住宅（大阪府交野市寺）〔交野市〕
- 旧鴻池新田会所（きゅうこうのいけしんでんかいしょ） 5棟〔東大阪市〕 
  - 本屋
  - 屋敷蔵
  - 文書蔵
  - 米蔵
  - 道具蔵
- 三田家住宅（大阪府柏原市今町）（さんだけじゅうたく） 2棟〔柏原市〕
  - 主屋
  - 土蔵
- 葛井寺四脚門（ふじいでらしきゃくもん）〔藤井寺市〕
- 吉村家住宅（大阪府羽曳野市島泉町） 3棟、土地〔羽曳野市〕
  - 主屋
  - 表門
  - 土蔵
- 叡福寺 2棟〔南河内郡太子町〕 
  - 聖霊殿
  - 多宝塔
- 旧杉山家住宅（大阪府富田林市富田林町）〔富田林市〕
- 富田林興正寺別院 6棟〔富田林市〕 - 明細は富田林興正寺別院参照
- 錦織神社（にしきおりじんじゃ） 3棟〔富田林市〕 
  - 本殿
  - 摂社春日社本殿
  - 摂社天神社本殿
- 竜泉寺仁王門〔富田林市〕
- 建水分神社本殿 3棟〔南河内郡千早赤阪村〕

### 和泉

#### 堺市
- 海会寺本堂、庫裏及び門廊（かいえじほんどう、くりおよびもんろう） 2棟[1]〔堺市堺区〕
  - 本堂及び庫裏（1棟）
  - 門廊
- 旧浄土寺九重塔（石塔）〔堺市堺区〕 - 堺市博物館内
- 大安寺本堂（だいあんじほんどう）〔堺市堺区〕
- 南宗寺（なんしゅうじ） 3棟〔堺市堺区〕 
  - 仏殿
  - 山門
  - 唐門
- 山口家住宅（大阪府堺市錦之町）〔堺市堺区〕
- 高林家住宅（大阪府堺市百舌鳥赤畑町） 4棟、土地〔堺市北区〕
  - 主屋
  - 表門
  - 米蔵
  - 西蔵
- 日部神社本殿（くさべじんじゃほんでん）〔堺市西区〕
- 桜井神社拝殿〔堺市南区〕 - 国宝
- 多治速比売神社本殿（たじはやひめじんじゃほんでん）〔堺市南区〕
- 法道寺食堂（ほうどうじじきどう）〔堺市南区〕
- 法道寺多宝塔

#### 和泉その他
- 泉穴師神社摂社春日神社本殿（いずみあなしじんじゃせっしゃかすがじんじゃほんでん）〔泉大津市〕
- 泉穴師神社摂社住吉神社本殿
- 泉穴師神社本殿
- 板塔婆 2基〔泉大津市〕（個人所有）
- 泉井上神社境内社和泉五社総社本殿（いずみいのうえじんじゃけいだいしゃいずみごしゃそうじゃほんでん）〔和泉市〕
- 高橋家住宅（大阪府和泉市池田下町）〔和泉市〕
- 聖神社 3棟〔和泉市〕 
  - 本殿
  - 末社三神社本殿
  - 末社滝神社本殿
- 大威徳寺多宝塔〔岸和田市〕
- 積川神社本殿（つがわじんじゃほんでん）〔岸和田市〕
- 兵主神社本殿（ひょうずじんじゃほんでん）〔岸和田市〕
- 願泉寺 3棟〔貝塚市〕 
  - 本堂
  - 太鼓堂
  - 表門
- 孝恩寺観音堂〔貝塚市〕 - 国宝
- 中家住宅（大阪府泉南郡熊取町）〔泉南郡熊取町〕
- 降井家書院（ふるいけしょいん）〔泉南郡熊取町〕
- 来迎寺本堂〔泉南郡熊取町〕
- 意賀美神社本殿（おかみじんじゃほんでん）〔泉佐野市〕
- 奥家住宅（大阪府泉佐野市南中樫井） 4棟、土地〔泉佐野市〕
  - 主屋
  - 表門
  - 東土蔵
  - 西土蔵
- 慈眼院金堂（じげんいんこんどう）〔泉佐野市〕
- 慈眼院多宝塔 - 国宝
- 総福寺鎮守天満宮本殿〔泉佐野市〕
- 火走神社摂社幸神社本殿（ひばしりじんじゃせっしゃみゆきじんじゃほんでん）〔泉佐野市〕
- 波太神社（はたじんじゃ） 2棟〔阪南市〕
  - 本殿
  - 末社三神社本殿
- 船守神社本殿（ふなもりじんじゃほんでん）〔泉南郡岬町〕

## 兵庫県

### 神戸市
- 旧村山家住宅 6棟、土地〔神戸市東灘区〕 - 明細は香雪美術館参照
- 旧ハンター住宅（旧所在 兵庫県神戸市生田区北野町）〔神戸市灘区〕
- 旧神戸居留地十五番館〔神戸市中央区〕
- 旧小寺家厩舎（兵庫県神戸市生田区中山手通）（きゅうこでらけきゅうしゃ）〔神戸市中央区〕
- 旧トーマス住宅（兵庫県神戸市生田区北野町）〔神戸市中央区〕 - 神戸市風見鶏の館
- 旧ハッサム住宅（旧所在 兵庫県神戸市生田区北野町）〔神戸市中央区〕
- 小林家住宅（旧シャープ住宅 兵庫県神戸市中央区北野町）〔神戸市中央区〕
- 徳光院多宝塔〔神戸市中央区〕
- 布引水源地水道施設 6所3基、土地〔神戸市中央区〕 - 明細は布引五本松ダム参照
- 船屋形〔神戸市中央区〕 - 相楽園内
- 福祥寺本堂内宮殿及び仏壇（ふくしょうじほんどうないくうでんおよびぶつだん）〔神戸市須磨区〕 - 須磨寺
- 移情閣〔神戸市垂水区〕 - 孫文記念館内
- 太山寺仁王門〔神戸市西区〕
- 太山寺本堂 - 国宝
- 如意寺阿弥陀堂〔神戸市西区〕
- 如意寺三重塔
- 如意寺文珠堂
- 石峯寺三重塔（しゃくぶじさんじゅうのとう）〔神戸市北区〕
- 石峯寺薬師堂
- 豊歳神社本殿（とよとしじんじゃほんでん）〔神戸市北区〕
- 箱木家住宅（兵庫県神戸市北区山田町） 2棟〔神戸市北区〕
  - 主屋
  - 座敷
- 八幡神社三重塔〔神戸市北区〕
- 若王子神社本殿〔神戸市北区〕 - 無動寺参照

### 摂津
- 戸隠神社本殿（とがくしじんじゃほんでん）〔川辺郡猪名川町〕
- 多田神社 3棟〔川西市〕 
  - 本殿
  - 拝殿
  - 随神門
- 満願寺九重塔（石塔）〔川西市〕
- 旧岡田家住宅（兵庫県伊丹市宮ノ前） 2棟〔伊丹市〕 
  - 店舗
  - 酒蔵
- 長遠寺 2棟〔尼崎市〕 
  - 本堂
  - 多宝塔
- 本興寺開山堂〔尼崎市〕
- 本興寺三光堂
- 本興寺方丈
- 八幡神社本殿〔宝塚市波豆〕
- 八幡神社本殿〔宝塚市中筋〕
- 神戸女学院 12棟〔西宮市〕 - 明細は神戸女学院大学参照
- 西宮神社大練塀 3棟〔西宮市〕
  - 表大門の北
  - 表大門南門間
  - 南門の西
- 西宮神社表大門
- 旧山邑家住宅（淀川製鋼迎賓館）（兵庫県芦屋市山手町）（きゅうやまむらけじゅうたく）〔芦屋市〕
- 御霊神社本殿（ごりょうじんじゃほんでん）〔三田市〕
- 住吉神社本殿〔三田市〕
- 高売布神社本殿（たかめふじんじゃほんでん）〔三田市〕

### 播磨

#### 姫路市
- 円教寺奥之院 4棟〔姫路市書写〕
  - 開山堂
  - 護法堂（乙天社）
  - 護法堂（若天社）
  - 護法堂拝殿
- 円教寺金剛堂
- 円教寺食堂（えんぎょうじじきどう）
- 円教寺寿量院 2棟
  - 客殿及び庫裏
  - 棟門
- 円教寺常行堂
- 円教寺鐘楼
- 円教寺大講堂
- 円教寺摩尼殿
- 十妙院 2棟
  - 客殿及び庫裏
  - 唐門
- 随願寺 5棟〔姫路市白国〕 
  - 本堂
  - 開山堂
  - 経堂
  - 鐘楼
  - 唐門
- 姫路城 74棟〔姫路市本町〕 - 明細は姫路城参照
- 姫路城イ、ロ、ハ、ニの渡櫓 4棟 - 国宝
- 姫路城乾小天守 - 国宝
- 姫路城西小天守 - 国宝
- 姫路城大天守 - 国宝
- 姫路城東小天守 - 国宝
- 広峯神社拝殿〔姫路市広嶺山〕
- 広峯神社宝篋印塔
- 広峯神社本殿
- 古井家住宅（兵庫県宍粟郡安富町）〔姫路市安富町皆河〕
- 弥勒寺本堂〔姫路市夢前町寺〕

#### 播磨その他
- 住吉神社本殿〔加東市〕
- 朝光寺鐘楼〔加東市〕
- 朝光寺本堂 - 国宝
- 若宮八幡宮本殿〔加東市〕
- 一乗寺護法堂〔加西市〕
- 一乗寺五輪塔
- 一乗寺三重塔 - 国宝
- 一乗寺弁天堂
- 一乗寺本堂
- 一乗寺妙見堂
- 酒見寺多宝塔（さがみじたほうとう）〔加西市〕
- 旧西脇尋常高等小学校 3棟〔西脇市〕
  - 第一校舎
  - 第二校舎
  - 第三校舎
- 浄土寺浄土堂（阿弥陀堂）〔小野市〕 - 国宝
- 浄土寺薬師堂
- 八幡神社拝殿〔小野市〕
- 八幡神社本殿
- 天津神社本殿〔三木市〕
- 稲荷神社本殿〔三木市〕
- 伽耶院（がやいん） 3棟〔三木市〕 
  - 本堂
  - 多宝塔
  - 三坂明神社本殿
- 歓喜院聖天堂〔三木市〕
- 東光寺本堂〔三木市〕
- 明石城 2棟〔明石市〕 
  - 巽櫓
  - 坤櫓
- 鶴林寺行者堂〔加古川市〕
- 鶴林寺護摩堂
- 鶴林寺常行堂（かくりんじじょうぎょうどう）
- 鶴林寺鐘楼
- 鶴林寺太子堂 - 国宝
- 鶴林寺本堂 - 国宝
- 斑鳩寺三重塔（いかるがでらさんじゅうのとう）〔揖保郡太子町〕
- 天満神社本殿〔たつの市〕
- 永富家住宅（兵庫県揖保郡揖保川町） 8棟〔たつの市〕 - 明細は永富家住宅参照
- 賀茂神社 8棟〔たつの市〕 - 明細は賀茂神社 (たつの市)参照
- 堀家住宅 23棟、土地〔たつの市〕
  - 主屋
  - 浜座敷
  - 裏座敷
  - 内蔵
  - 乾蔵
  - 二番蔵
  - 浜蔵
  - 三番蔵
  - 四番蔵
  - 五番蔵
  - 大乾蔵
  - 八番蔵及び九番蔵
  - 六番蔵及び七番蔵
  - 東蔵
  - 十番蔵
  - 味噌部屋
  - 柴小屋及び漬物部屋
  - コナシ部屋
  - 養蚕部屋
  - 牛小屋
  - 長屋門
  - 西門
  - オウラ北門
- 御形神社本殿（みかたじんじゃほんでん）〔宍粟市〕
- 住吉神社 4棟〔加西市〕
  - 東本殿
  - 中本殿
  - 西本殿
  - 拝殿

### 丹波・但馬
- 春日神社能舞台〔丹波篠山市〕
- 大国寺本堂〔丹波篠山市〕
- 長谷寺妙見堂（ちょうこくじみょうけんどう）〔丹波篠山市〕
- 旧友井家住宅（兵庫県氷上郡山南町）〔丹波市〕
- 八幡神社本殿及び拝殿（1棟）〔丹波市〕
- 高座神社本殿〔丹波市〕
- 赤淵神社本殿〔朝来市〕
- 神子畑鋳鉄橋（みこはたちゅうてつきょう）〔朝来市〕
- 名草神社 2棟〔養父市〕
  - 本殿
  - 拝殿
- 名草神社三重塔
- 温泉寺宝篋印塔〔豊岡市〕
- 温泉寺本堂
- 久久比神社本殿（くくひじんじゃほんでん）〔豊岡市〕
- 酒垂神社本殿（さかたれじんじゃほんでん）〔豊岡市〕
- 中島神社本殿〔豊岡市〕
- 日出神社本殿〔豊岡市〕

### 淡路
- 江埼灯台 1基〔淡路市〕

## 奈良県
奈良県にある建造物の重要文化財一覧を参照。

## 和歌山県

### 和歌山市
- 阿弥陀寺本堂（旧紀伊藩台徳院霊屋）〔和歌山市〕
- 加太春日神社本殿〔かだかすがじんじゃほんでん〕〔和歌山市加太〕
- 旧谷山家住宅（旧所在 和歌山県海草郡下津町）〔和歌山市岩橋〕 - 和歌山県立紀伊風土記の丘
- 旧中筋家住宅(和歌山県和歌山市祢宜) 6棟〔和歌山市祢宜〕
  - 主屋
  - 表門
  - 長屋蔵
  - 北蔵
  - 内蔵
  - 御成門
- 旧柳川家住宅（旧所在 和歌山県海南市黒江） 2棟〔和歌山市岩橋〕 - 和歌山県立紀伊風土記の丘
  - 主屋
  - 前蔵
- 護国院鐘楼〔和歌山市紀三井寺〕 - 紀三井寺
- 護国院多宝塔
- 護国院楼門
- 天満神社 2棟〔和歌山市和歌浦〕 - 和歌浦天満宮参照
  - 末社多賀神社本殿
  - 末社天照皇太神宮豊受大神宮本殿
- 天満神社本殿
- 天満神社楼門
- 東照宮 7棟〔和歌山市和歌浦〕 - 明細は紀州東照宮参照
- 和歌山城岡口門〔和歌山市〕
- 郭家住宅　10棟〔和歌山市〕
  - 洋館
  - 診察棟
  - 座敷
  - 離れ
  - 米蔵
  - 東土蔵
  - 南土蔵
  - 風呂
  - 外便所
  - 表門及び石塀

### 高野町
- 上杉謙信霊屋〔伊都郡高野町〕 - 清浄心院所有
- 金剛三昧院客殿及び台所（こんごうさんまいいんきゃくでんおよびだいどころ）〔伊都郡高野町〕
- 金剛三昧院経蔵
- 金剛三昧院四所明神社本殿（こんごうさんまいいんししょみょうじんしゃほんでん）
- 金剛三昧院多宝塔 - 国宝
- 金剛峯寺奥院経蔵（こんごうぶじおくいんきょうぞう）〔伊都郡高野町〕
- 金剛峯寺山王院本殿 3棟 
  - 丹生明神社
  - 高野明神社
  - 総社
- 金剛峯寺大門
- 金剛峯寺徳川家霊台 2棟
  - 家康霊屋
  - 秀忠霊屋
- 金剛峯寺不動堂 - 国宝
- 金剛峯寺本坊 12棟
  - 大主殿及び奥書院
  - 真然堂
  - 護摩堂
  - 鐘楼
  - 経蔵
  - 山門
  - 会下門
  - かご塀（2棟）
  - 築地塀（2棟）
- 金剛峯寺 9棟[2]
  - 御影堂
  - 西塔
  - 山王院拝殿
  - 山王院鐘楼
  - 准胝堂
  - 宝蔵
  - 大会堂
  - 愛染堂
  - 三昧堂
- 金剛峯寺金堂及び根本大塔 2棟 [2]
- 佐竹義重霊屋〔伊都郡高野町〕 - 清浄心院所有
- 松平秀康及び同母霊屋 2棟〔伊都郡高野町〕 - 蓮花院所有
- 普賢院四脚門〔伊都郡高野町〕 - 金剛峯寺参照

### その他
- 利生護国寺本堂〔橋本市〕
- 慈尊院弥勒堂〔伊都郡九度山町〕
- 丹生官省符神社本殿（にうかんしょうぶじんじゃほんでん） 3棟〔伊都郡九度山町〕
- 丹生都比売神社本殿（にうつひめじんじゃほんでん） 4棟〔伊都郡かつらぎ町〕
- 丹生都比売神社楼門
- 宝来山神社本殿 4棟〔伊都郡かつらぎ町〕
- 旧名手本陣妹背家住宅（和歌山県那賀郡那賀町）（きゅうなてほんじんいもせけじゅうたく） 3棟〔紀の川市〕 
  - 主屋
  - 米蔵
  - 南倉
- 粉河寺（こかわでら） 4棟〔紀の川市〕 
  - 本堂
  - 千手堂
  - 中門
  - 大門
- 鞆淵八幡神社大日堂（ともぶちはちまんじんじゃだいにちどう）〔紀の川市〕
- 鞆淵八幡神社本殿
- 三船神社 3棟〔紀の川市〕
  - 本殿
  - 摂社丹生明神社本殿
  - 摂社高野明神社本殿
- 根来寺大師堂（ねごろじだいしどう）〔岩出市〕
- 根来寺多宝塔（大塔） - 国宝
- 根来寺 6棟 - 明細は根来寺参照
- 増田家住宅（和歌山県那賀郡岩出町） 2棟〔岩出市〕 
  - 主屋
  - 表門
- 旧和歌山県議事堂〔岩出市〕 - 一乗閣
- 十三神社 3棟〔海草郡紀美野町〕
  - 本殿
  - 摂社丹生神社本殿
  - 摂社若宮八幡神社本殿
- 野上八幡宮摂社高良玉垂神社本殿（のかみはちまんぐうせっしゃこうらたまだれじんじゃほんでん）〔海草郡紀美野町〕
- 野上八幡宮摂社武内神社本殿
- 野上八幡宮摂社平野今木神社本殿
- 野上八幡宮拝殿
- 野上八幡宮本殿
- 琴ノ浦温山荘 3棟〔海南市〕
  - 主屋
  - 浜座敷
  - 茶室
- 三郷八幡神社本殿（さんごうはちまんじんじゃほんでん）〔海南市〕
- 地蔵峰寺本堂（じぞうぶじほんどう）〔海南市〕
- 善福院釈迦堂〔海南市〕 - 国宝
- 長保寺大門〔海南市〕 - 国宝
- 長保寺多宝塔 - 国宝
- 長保寺鎮守堂
- 長保寺本堂 - 国宝
- 福勝寺 2棟〔海南市〕
  - 本堂
  - 求聞持堂
- 浄妙寺多宝塔〔有田市〕
- 浄妙寺本堂
- 安楽寺多宝小塔〔有田郡有田川町〕
- 雨錫寺阿弥陀堂（うしゃくじあみだどう）〔有田郡有田川町〕
- 吉祥寺薬師堂〔有田郡有田川町〕
- 白岩丹生神社本殿（しろいわにゅうじんじゃほんでん）〔有田郡有田川町〕
- 鈴木家住宅（和歌山県有田郡金屋町）〔有田郡有田川町〕
- 長樂寺仏殿〔有田郡有田川町〕
- 法音寺本堂〔有田郡有田川町〕
- 薬王寺観音堂〔有田郡有田川町〕
- 濱口家住宅 9棟、土地〔有田郡広川町〕
  - 主屋
  - 本座敷
  - 御風楼
  - 新蔵
  - 文庫
  - 南米倉
  - 北米倉
  - 大工部屋
  - 左官部屋
- 広八幡神社摂社高良社本殿（ひろはちまんじんじゃせっしゃこうらしゃほんでん）〔有田郡広川町〕
- 広八幡神社摂社天神社本殿
- 広八幡神社摂社若宮社本殿
- 広八幡神社拝殿
- 広八幡神社本殿
- 広八幡神社楼門
- 法蔵寺鐘楼〔有田郡広川町〕
- 道成寺仁王門〔日高郡日高川町〕
- 道成寺本堂
- 熊野本宮大社3棟〔田辺市〕 
  - 第一殿・第二殿（西御前・中御前）
  - 第三殿（証誠殿）
  - 第四殿（若一王子）
- 鬪雞神社6棟〔田辺市〕 - 明細は鬪雞神社参照
- 熊野那智大社 8棟〔東牟婁郡那智勝浦町〕 - 明細は熊野那智大社参照
- 那智山青岸渡寺宝篋印塔（なちさんせいがんとじほうきょういんとう）〔東牟婁郡那智勝浦町〕
- 那智山青岸渡寺本堂
- 旧西村家住宅 1棟、土地〔新宮市〕 - 西村記念館
- 旧高野口尋常高等小学校校舎〔橋本市〕
- 角長（加納家住宅）11棟〔有田軍郡湯浅町〕
  - 主屋
  - 土蔵
  - 穀蔵
  - 麹室
  - 仕込蔵
  - 醤油蔵
  - 樽蔵
  - 醤油蔵（北）、
  - 醤油蔵（南）
  - 角蔵
  - 辰巳蔵